# 라오스 왕국
라오스 왕국(라오어: ພຣະຣາຊອານາຈັກລາວ)은 1953년부터 1975년까지 인도차이나 반도에 있었던 나라로, 수도는 비안티안과 루앙프라방으로 두 곳이었으며, 19세기 후반에는 프랑스의 보호국이 되었다.
제2차 세계 대전후인 1947년에 독립했으나 외세의 영향은 여전히 강해서 왕정파와 파테트라오 공산 세력이 무력 충돌을 일으켰다. 1962년의 제네바 협정에 따라 중립화되었다가 1964년과 1966년 우파 세력의 쿠데타를 거쳐 1974년 제3차 연립정부가 수립되었다. 1975년 파테트라오의 라오스 인민민주공화국이 성립되었다.

## 참고 자료
- 이 문서에는 다음커뮤니케이션(현 카카오)에서 GFDL 또는 CC-SA 라이선스로 배포한 글로벌 세계대백과사전의 내용을 기초로 작성된 글이 포함되어 있습니다.